# Solenopsis pawaensis
Solenopsis pawaensis är en myrart som beskrevs av Mann 1919. Solenopsis pawaensis ingår i släktet eldmyror, och familjen myror. Inga underarter finns listade i Catalogue of Life.